# Храм рођења Пресвете Богородице (Бања Лука)
Храм рођења Пресвете Богородице је православни храм у Бањалуци.

## О Храму
Парохијски храм Рођења Пресвете Богородице у насељу Ребровац је освећен 2001. године.

## Историјат цркве на Ребровцу
Раније је постојала црква чији су темељи освећени 8. маја 1885. године, а довршена 1989. године. 
Темељи нове цркве освећени су 22. маја 1988. године.

## Галерија
- Спољашњи изглед храма
- Унутрашњост храма
- Ребровачко гробље